# باريت تيلمان
باريت تيلمان (بالإنجليزية: Barrett Tillman)‏ (1948، أوريغون في الولايات المتحدة)؛ روائي أمريكي. درس في جامعة أوريغون.